# Старе Драґане
Старе Драґане (пол. Stare Draganie) — село в Польщі, у гміні Стара Біла Плоцького повіту Мазовецького воєводства.
Населення — 107 осіб (2011).
У 1975-1998 роках село належало до Плоцького воєводства.

## Демографія
Демографічна структура станом на 31 березня 2011 року:
|          | Загалом | Допрацездатний вік | Працездатний вік | Постпрацездатний вік |
| -------- | ------- | ------------------ | ---------------- | -------------------- |
| Чоловіки | 51      | 12                 | 34               | 5                    |
| Жінки    | 56      | 8                  | 34               | 14                   |
| Разом    | 107     | 20                 | 68               | 19                   |